# 札莫拉 (加利福尼亞州)
札莫拉（英語：Zamora）是位於美國加利福尼亞州優洛縣的一個非建制地區。該地的面積和人口皆未知。

## 地理
札莫拉的座標為38°47′48″N 121°52′55″W / 38.79667°N 121.88194°W，而該地的平均海拔高度為16米（即52英尺）。